# SN 2011ai
SN 2011ai – supernowa typu Ia odkryta 24 lutego 2011 roku w galaktyce PGC2188954. W momencie odkrycia miała maksymalną jasność 17,00m.